# Cessna 404
Cessna 404 — легкий двомоторний літак.
Розроблений компанією Cessna. Був вдосконаленням версії Cessna 402. Перший політ літака відбувся 26 лютого 1975 року. З 1976 р. почався серійний випуск. Всього побудовано 396 літаків.
Моноплан з десятимісною кабіною.

## ЛТХ
- Кількість пасажирів: до 10
- Крейсерська швидкість: 303 км/год
- Дальність: 3410 км
- Практична стеля 7925 м